# August Johnsson

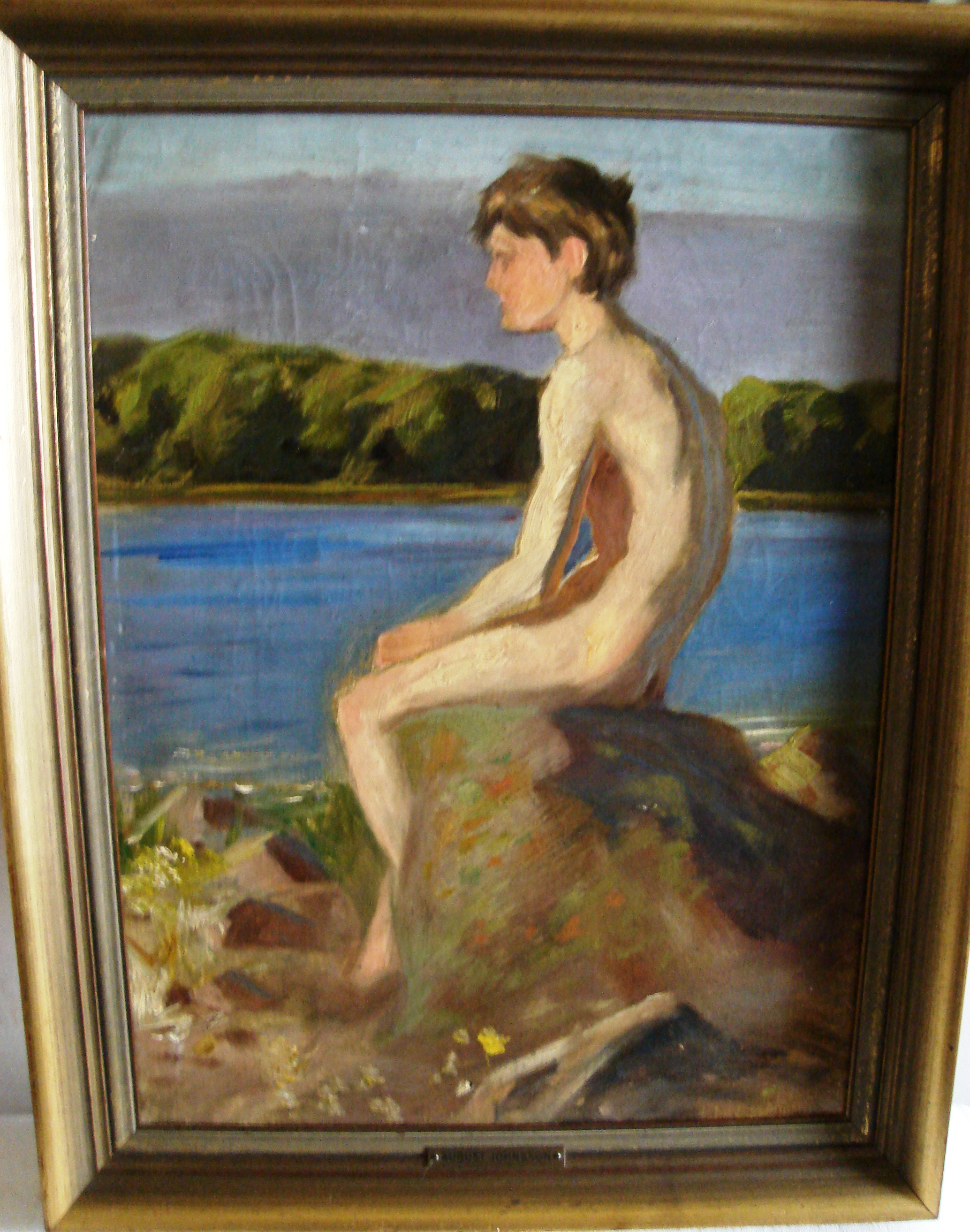

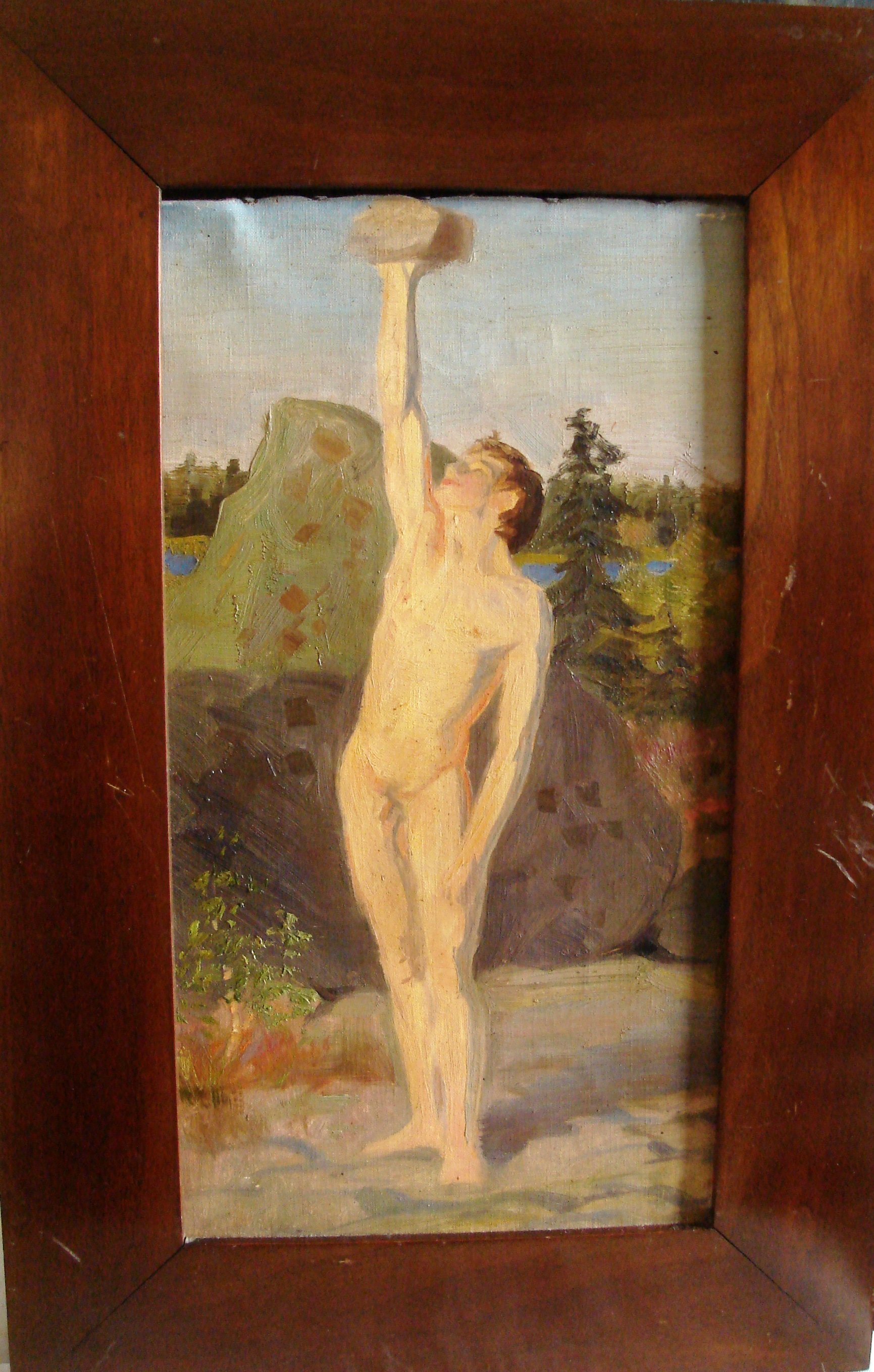

August Johnsson, född 21 augusti 1873 i Lund, död 31 augusti 1900 i Lund, var en svensk målare och tecknare.

## Biografi
August Johnsson var son till handlaren Bengt Johan Johnsson och Agneta Benedicta Johansdotter. Johnsson studerade konst för Fredrik Krebs i Lund och tre terminer vid danska konstakademien i Köpenhamn och under några år från 1894 vid Konstakademien i Stockholm. Han tilldelades Hertliga medaljen 1897 för målningen Adam och Eva sörjande vid Abels lik.
Vid återkomsten till Lund 1898 gick han med i det nybildade Lukasgillet och återupptog sina förbindelser med de danska skolkamraterna Gudmund Hentze och Ernst Køje. På hösten 1899 började tecken på en lungtuberkulos märkas och på våren 1900 for han till Spanien för att få luftombyte. Han återvände till Lund i början av augusti och avled senare samma månad. Hans konst består av fantasifyllda teckningar, porträtt, figurmotiv, landskap från Spanien samt djurstudier med en impressionistisk stil i akvarell eller pastell. Johnsson är representerad vid Malmö museum och Lunds universitet. Det visades minnesutställningar med hans konst i Malmö 1913 och 1942.